# Diòcesi de Còria-Càceres
La Diòcesi de Còria-Càceres (en llatí: Diœcesis Cauriensis-Castrorum Caeciliorum) és una de les diòcesis d'Espanya pertanyent a l'Arquebisbat de Mèrida-Badajoz, en la comunitat autònoma d'Extremadura. Té la seu compartida entre la Catedral de Còria i la Cocatedral de Càceres.

## Territori
La diòcesi comprèn la part occidental de la província de Càceres, estenent-se per vora la meitat de la seva superfície. la seu bisbal és a Còria, on es troba la catedral de Santa María de la Asunción. A Càceres hi ha la cocatedral de Santa Maria.
la diòcesi té un territori de 10.052 km² i és subdividit en 161 parròquies, agrupades en 9 Arxiprestats: Alcántara-Arroyo de la Luz, Cáceres, Coria, Granadilla, Hurdes, Montánchez, Sierra de Gata i Valencia de Alcántara.

## Història
No se sap amb exactitud ni l'origen ni la data de creació de la diòcesi, encara que es creu que va ser fundada per Sant Silvestre en la dècada del 330, en temps de l'emperador Constantí. Hi ha certesa que existia en el 589, per aparèixer Jacint, Bisbe de Còria a les Actes del Tercer Concili de Toledo. Mantinguda al llarg dels segles (amb el parèntesi musulmà) a la ciutat de Còria, en 1959 es desdoblega la capitalitat, elevant l'Església de Santa María de Càceres a la dignitat de cocatedral, per decisió del bisbe Llopis Ivorra.

## Patrons
Els patrons canònics de la Diòcesi són la Verge d'Argeme i Sant Pere d'Alcántara.

## Cronologia de bisbes
- Jacint † (esmenat el 589)
- Elies † (esmenat el 610)
- Bonifaci I † (633 - 638)
- Joan † (646 -653)
- Donao † (esmenat el 666)
- Atala † (681 - 688)
- Bonifaci II † (esmenat el 693)
- Pere I † (esmenat el 714)
- Jaume (Babilla) † (876 ? - 899)
- Dídac I † (900)
- Iñigo Navarrón † (1142 - 1152 nomenat bisbe de Salamanca)
- Suero I † (1157 - 10 d'octubre de 1168)
- Pere II † (18 de març de 1169 - 1177)
- Arnau I † (1 d'abril de 1181 - 1197)
- Arnau II † (1199 - 1211)
- Girald, O.S.B. † (1212 - 1227)
- Pedro III † (1227 - 1232)
- Sancho † (1232 - 1252)
- Pedro IV Domínguez † (1253 - 1260)
- Ferran I † (1261 - 1271)
- Gonçal † (1272 - 1277)
- Suero II † (1277 - 1280)
- Simón † (1281 - 1282)
- Alonso I † (1283 - 1316)
- Pedro Méndez Sotomayor y Meiras † (1317 - 1324)
- Alonso II † (1325 - 1335)
- Joan I † (1335 - 1343)
- Alfons † (1344 - 1348)
- Pedro Ramón, O.E.S.A. † (20 de febrer de 1348 - 15 de gener de 1354 nomenat bisbe de Lleó)
- Pedro de Peñaranda † (12 de febrer de 1354 - 1360)
- Rodrigo † (24 d'abril de 1360 - 1365 ?)
- Diego II, O.F.M. † (10 de desembre de 1365 - 1368 ?)
- Gil † (28 de febrer de 1368 - 1371 ?)
- Guillermo, O.F.M. † (3 de setembre de 1371 - 1379)
- Fernando II † (1379 - 1380 ?)
- Alonso Maimón † (1381 ? - 1398)
- Juan II † (1399 - 1400)
- Esteban de Crivelo, O.F.M. † (8 de febrer de 1400 - 1401)
  - Alonso † (1401 - 1403) (bisbe electe)
- García de Castronuño, O.P. † (30 de juliol de 1403 - 1420)
- Martín de Galos † (15 de juliol de 1420 - 1436)
- Alfonso de Villegas † (1436 - 1437)
- Pedro López de Miranda † (24 de gener de 1438 - 11 d'octubre de 1443 nomenat bisbe de Calahorra)
  - Juan de Carvajal † (11 d'octubre de 1443 - ? dimitit)[1] (bisbe electe)
- Alonso Enríquez de Mendoza † (maig de 1444 - 1449)
- Fernando López de Villaescusa † (30 de gener de 1455 - 18 de març de 1457 nomenat bisbe de Segòvia)
- Iñigo Manrique de Lara † (18 de març de 1457 - 10 de maig de 1475 nomenat bisbe de Jaén)
- Francisco de Toledo † (10 de maig de 1475 - 1479)
- Juan de Ortega, O.S.H. † (16 de juny de 1479 - 1485)
- Diego de Fonseca † (27 de gener de 1486 - 1486)
- Vasco Ramírez † (18 de maig de 1487 - 4 de desembre de 1488)
- Pedro Ximénez de Préxamo † (23 de gener de 1489 - 1495)
  - Cèsar Borgia † (1495 - 6 de setembre de 1499 dimitit) (administrador apostòlic)
  - Joan Llopis † (6 de setembre de 1499 - 5 d'agost de 1501) (administrador apostòlic)
  - Francisco de Busleyden † (26 novembre 1501 - 23 d'agost de 1503) (administrador apostòlic)
- Juan Ortega Bravo de la Laguna † (5 de maig de 1503 - 1517)
  - Bernardo Dovizi da Bibbiena † (4 novembre 1517 - 9 novembre 1520) (administrador apostòlic)
- Carlos Lalaing (1520 - 1524)
- Pedro de Montemolín † (1527)
- Íñigo López de Mendoza y Zúñiga † (1528 - 2 de març de 1529 nomenat bisbe de Burgos)
- Guillermo Valdenese † (2 de maig de 1529 - 23 de maig de 1530)
- Francisco de los Angeles Quiñones, O.F.M. † (5 de desembre de 1530 - 1532 dimitit)
- Francisco Mendoza Bobadilla † (14 de febrer de 1533 - 27 de juny de 1550 nomenat bisbe de Burgos)
- Diego Enríquez de Almansa † (14 de juliol de 1550 - d'octubre de 1565)
- Diego Deza Tello † (26 d'abril de 1566 - 11 de setembre de 1577 nomenat bisbe de Jaén)
- Pedro Serrano Téllez † (11 de setembre de 1577 - 22 de setembre de 1578)
- Pedro García de Galarza † (9 de gener de 1579 - 6 de maig de 1604)
- Pedro Carvajal Girón de Loaysa † (10 de desembre de 1604 - 8 de setembre de 1621)
- Jerónimo Ruiz Camargo † (23 de maig de 1622 - 16 de febrer de 1632 nomenat bisbe de Còrdova)
- Juan Roco Campofrío, O.S.B. † (8 de març de 1632 - 16 de setembre de 1635)
- Antonio González Acevedo † (5 d'octubre de 1637 - 14 de març de 1642)
- Juan Queipo de Llano y Valdés † (13 de juliol de 1643 - 17 d'octubre de 1643)
- Pedro Urbina Montoya, O.F.M. † (2 de maig de 1644 - 28 de juny de 1649 nomenat arquebisbe de Valencia)
- Francisco de Zapata y Mendoza † (13 de setembre de 1649 - 1654)
- Antonio Sarmiento de Luna y Enríquez † (14 de maig de 1655 - 9 de juliol de 1658 nomenat bisbe de Sigüenza)
- Diego López de la Vega † (28 de gener de 1659 - 5 de juny de 1659)
- Francisco de Gamboa, O.S.A. † (10 novembre 1659 - 2 de juliol de 1663 nomenat arquebisbe de Saragossa)
- Gabriel Vázquez Saavedra y Rojas † (27 d'agost de 1663 - 1664)
- Frutos Bernardo Patón de Ayala † (23 de juny de 1664 - 4 de febrer de 1669 nomenat bisbe de Sigüenza)
- Antonio Fernández de Campo y Angulo † (3 de juny de 1669 – 1 de juliol de 1671 nomenat bisbe de Jaén)
- Gonzalo Bravo de Grajera † (28 de setembre de 1671 - 30 d'agost de 1672)
- Baltasar de los Reyes, O.F.M. † (30 de gener de 1673 - 5 de maig de 1673)
- Bernardino León de la Rocha † (25 de setembre de 1673 - de gener de 1675)
- Francisco Antonio Sarmiento de Luna Enríquez, O.S.A. † (27 de maig de 1675 - 21 de juliol de 1683)[2]
- Juan Porras y Atienza † (24 d'abril de 1684 - 28 de juliol de 1704)
- Miguel Pérez Lara † (9 de febrer de 1705 - 1710)
- Luis Salcedo Azcona † (22 de maig de 1713 – 1 de juliol de 1716 nomenat arquebisbe de Santiago de Compostel·la)
- Sancho Antonio Belunza Corcuera † (5 d'octubre de 1716 - 15 d'octubre de 1731)
- Miguel Vicente Cebrián Agustín † (9 de juny de 1732 - 24 de setembre de 1742 nomenat bisbe de Còrdova)
- José Francisco Magdaleno † (24 de setembre de 1742 - 17 de gener de 1750)
- Juan José García Álvaro † (25 de maig de 1750 - de gener de 1784)
- Diego Martín Rodríguez, O.F.M. † (14 de febrer de 1785 - 4 de maig de 1789)
- Juan Álvarez Castro † (29 de març de 1790 - 29 d'agost de 1809)
  - Sede vacante (1809-1815)
- Blas Jacobo Beltrán † (10 de juliol de 1815 - 28 d'abril de 1821)
- Joaquín López Sicilia † (12 de juliol de 1824 - 15 de març de 1830 nomenat arquebisbe de Burgos)
- Ramón Montero † (15 de març de 1830 - 4 d'octubre de 1847 nomenat arquebisbe de Burgos)
- Manuel Anselmo Nafría † (17 de gener de 1848 - 28 de gener de 1851)
- Antonio María Sánchez Cid y Carrascal † (27 de setembre de 1852 - 14 de febrer de 1858)
- Juan Nepomuceno Garcia Gómez † (25 de juny de 1858 - 6 d'octubre de 1864)
- Esteban Pérez Fernández † (25 de setembre de 1865 - 22 de juny de 1868 nomenat bisbe de Màlaga)
- Pedro Núñez y Pernía, O.S.B. † (24 de setembre de 1868 - 16 de març de 1884)
- Beat Marcelo Spínola y Maestre † (10 de novembre de 1884 - 10 de juny de 1886 nomenat bisbe de Málaga)
- Luis Felipe Ortiz y Gutiérrez † (10 de juny de 1886 - 19 de gener de 1893 nomenat bisbe de Zamora)
- Ramón Peris Mencheta † (21 de maig de 1894 - 6 de gener de 1920)
- Pedro Segura y Sáenz † (10 de juliol de 1920 - 20 de desembre de 1926 nomenat arquebisbe de Burgos)
- Dionisio Moreno y Barrio † (2 de desembre de 1927 - 10 de desembre de 1934)
- Francisco Barbado y Viejo, O.P. † (1 de maig de 1935 - 10 d'abril de 1942 nomenat bisbe de Salamanca)
- Francisco Cavero y Tormo † (9 de desembre de 1944 - 10 d'abril de 1949)
- Manuel Llopis Ivorra † (2 de febrer de 1950 - 16 de març de 1977 retirat)
- Jesús Domínguez Gómez † (16 de març de 1977 - 26 d'octubre de 1990)
- Ciriaco Benavente Mateos (17 de gener de 1992 - 15 d'octubre de 2006 nomenat bisbe d'Albacete)
- Francisco Cerro Chaves, des del 21 de juny de 2007

## Estadístiques
| any  | població | població | població | sacerdots | sacerdots       | sacerdots       | sacerdots              | diaques | religiosos | religiosos | parròquies |
| ---- | -------- | -------- | -------- | --------- | --------------- | --------------- | ---------------------- | ------- | ---------- | ---------- | ---------- |
| any  | batejats | total    | %        | total     | clergue secular | clergue regular | batejats por sacerdote | diaques | homes      | dons       |            |
| 1950 | 260.825  | 260.825  | 100,0    | 169       | 156             | 13              | 1.543                  |         | 22         | 286        | 131        |
| 1970 | 260.770  | 260.770  | 100,0    | 220       | 194             | 26              | 1.185                  |         | 34         | 398        | 150        |
| 1980 | 245.202  | 245.202  | 100,0    | 189       | 166             | 23              | 1.297                  |         | 27         | 362        | 151        |
| 1990 | 236.000  | 237.000  | 99,6     | 185       | 160             | 25              | 1.275                  |         | 29         | 330        | 157        |
| 1999 | 235.068  | 238.670  | 98,5     | 186       | 163             | 23              | 1.263                  | 1       | 62         | 310        | 157        |
| 2000 | 241.846  | 248.752  | 97,2     | 189       | 163             | 26              | 1.279                  | 1       | 59         | 301        | 158        |
| 2001 | 244.431  | 250.969  | 97,4     | 186       | 170             | 16              | 1.314                  | 1       | 53         | 310        | 157        |
| 2002 | 242.962  | 252.606  | 96,2     | 182       | 164             | 18              | 1.334                  | 1       | 54         | 305        | 157        |
| 2003 | 245.160  | 256.206  | 95,7     | 180       | 161             | 19              | 1.362                  | 1       | 30         | 302        | 157        |
| 2004 | 252.010  | 264.090  | 95,4     | 183       | 162             | 21              | 1.377                  | 1       | 32         | 307        | 159        |
| 2006 | 251.701  | 263.430  | 95,5     | 170       | 147             | 23              | 1.480                  | 1       | 34         | 298        | 160        |
| 2013 | 248.097  | 251.160  | 98,8     | 179       | 151             | 28              | 1.386                  | 7       | 35         | 270        | 161        |